# Hypsirhynchus
Hypsirhynchus is een geslacht van slangen uit de familie toornslangachtigen (Colubridae) en de onderfamilie Dipsadinae.

## Naam en indeling
Er zijn acht soorten, de wetenschappelijke naam van de groep werd voor het eerst voorgesteld door Albert Günther in 1858. De slangen werden eerder aan andere geslachten toegekend, zoals Natrix, Leimadophis, Dromicus, Arrhyton, Darlingtonia en Schwartzophis.

## Verspreiding en habitat
De slangen komen voor in delen van Zuid-Amerika en leven in het Caribisch Gebied. Ze zijn gevonden op de eilanden Hispaniola, Île de la Gonâve, Isla Saona, Jamaica, Bahama's, Little Inagua en Haïti. De habitat bestaat uit vochtige tropische en subtropische laaglandbossen en tropische en subtropische bossen. Ook in door de mens aangepaste streken zoals landelijke tuinen, plantages en weilanden kunnen de dieren worden aangetroffen.

## Beschermingsstatus
Door de internationale natuurbeschermingsorganisatie IUCN is aan acht soorten een beschermingsstatus toegewezen. Vier soorten worden gezien als 'veilig' (Least Concern of LC), een als 'kwetsbaar' (Vulnerable of VU) en een als 'bedreigd' (Endangered of EN). De soorten Hypsirhynchus ater en Hypsirhynchus melanichnus ten slotte worden beschouwd als 'ernstig bedreigd' (Critically Endangered of CR).

### Soorten
Het geslacht omvat de volgende soorten, met de auteur en het verspreidingsgebied.
| Naam                      | Auteur        | Verspreidingsgebied                      |
| ------------------------- | ------------- | ---------------------------------------- |
| Hypsirhynchus ater        | Gosse, 1851   | Jamaica                                  |
| Hypsirhynchus callilaemus | Gosse, 1851   | Jamaica                                  |
| Hypsirhynchus ferox       | Günther, 1858 | Hispaniola, Île de la Gonâve, Isla Saona |
| Hypsirhynchus funereus    | Cope, 1862    | Jamaica                                  |
| Hypsirhynchus melanichnus | Cope, 1862    | Hispaniola                               |
| Hypsirhynchus parvifrons  | Cope, 1862    | Hispaniola, Bahama's, Little Inagua      |
| Hypsirhynchus polylepis   | Buden, 1966   | Jamaica                                  |
| Hypsirhynchus scalaris    | Cope, 1863    | Haïti                                    |